# CLOCK ZERO 〜終焉の一秒〜
『CLOCK ZERO 〜終焉の一秒〜』（クロック ゼロ しゅうえんのいちびょう）は、アイディアファクトリー（オトメイト）より2010年11月25日に発売されたPlayStation 2用ソフト。2011年10月13日にはPSP版の『CLOCK ZERO 〜終焉の一秒〜Portable』。2015年4月23日にはPlayStation Vita版の『CLOCK ZERO 〜終焉の一秒〜 ExTime』が発売された。2015年5月26日にはパピレスの電子書籍サイトで絵ノベルという形態を配信している。2019年6月27日には『ExTime』に新規要素追加したNintendo Switch移植版『CLOCK ZERO 〜終焉の一秒〜 Devote』が発売された。

## 解説
本作はテキスト形式のアドベンチャーゲームの体裁をとっているが、課題パートでは問いに対してプレイヤーの思ったことを記述する仕組みになっている。課題パートではヒントが出たり、不正解でもゲームを進めることが可能だが、不正解が続くとストーリーの展開に影響が出る仕組みになっている。
また、プレイヤーの選ぶ選択肢によっては、時空のゆがみによりプレイヤーのパラメーターのある数値が変動してシナリオに変化が起こる仕組みが存在する。

## あらすじ
秋霖学園の初等部の6年生である九楼撫子は、幼なじみの加納理一郎とともに幸せな日々を送っていたが、あるときから荒廃した世界にいる夢を見るようになった。
ある日、彼女たちは新しく学校に赴任してきた神賀旭によばれ、問題児とされてきた他の児童や生徒たちとともにある課題を与えられた。
課題に苦労しながらもなんとか日々を楽しく過ごしてきた撫子だったが、謎めいた事件が次々に起きた。
そして、彼女は、夢の世界で出会った人物と再会した。

## 登場人物
九楼 撫子（くろう なでしこ）
演 - 井越有彩 / 小島一華（子供時代）
年齢 : 12歳。 身長 : 143cm。
本作の主人公。九楼財閥の令嬢である小学6年生。
子ども扱いされることを嫌うため、背伸びした言動が目立つが、それこそが子どもの証であると理解している。言葉が端的なので誤解を受けやすく、特に同級生女子の感情的な言動は呆れが先に立ってしまうため諍いが多い。頭の回転が早いので感情を挟まず理論だけで相手を論破してしまい、結果相手を泣かせることが多いらしい。理一郎は大切な幼なじみ。長く友人と呼べる主な話し相手は理一郎のみだったため、頭が良く発想力や対人能力にも優れた鷹斗との会話に感銘を受け、彼を尊敬している。
海棠 鷹斗（かいどう たかと）
声 - 浪川大輔、演 - 北藤遼
年齢 : 12歳。 身長 : 145cm。体重 : 35kg。 誕生日 : 7月6日。星座 : かに座。 血液型 : O型。
撫子のクラスに転入してきた少年。実家は大きな製薬会社で、自身も研究を趣味とする。世界を代表するレベルの天才であり、会社で取り扱う薬の開発にも携わっている。柔らかく落ち着いた言動で対人能力が高いため人気者だが、今まで同レベルで話をできる同年代の人間が存在せず、孤独を感じていた。撫子や理一郎といった友人を得た今をかけがえがないと感じている。頭が良すぎるのでそうそう予想外のことなど起こらない日々だったが、そんな自分の概念を覆して鼓舞してくれた撫子のことは殊更大切にしている。
加納 理一郎（かのう りいちろう）
声 - 前野智昭、演 - 早乙女大和（A live Moment初演から再演まで） / 高橋佳大（rin-g-age） / 大友一生（Re-verse-mind以降）
年齢 : 12歳。 身長 : 146cm。体重 : 35kg。 誕生日 : 1月3日。 星座 : やぎ座。 血液型 : B型。
撫子の幼馴染で、父は外務大臣。撫子以外の人間に関心がないが、撫子に対してもぶっきらぼうに接するため小さないさかいは絶えない。言動は分かりにくいが幼い頃から傍にいた撫子を殊更大切に思っており、撫子もそれは承知している。茶道の腕前は家元レベルで、時折学園長にも振る舞うことがある。頭の回転が早く物怖じしないので、課題メンバー間では常識人枠に収まることが多く、突拍子もない行動を取るメンバーにツッコミを入れてはこめかみを押さえる日々。好物はプリン。
英 円（はなぶさ まどか）
声 - 鳥海浩輔、演 - 早乙女大和（rin-g-age以降）
年齢 : 11歳。 身長 : 143cm。体重 : 34kg。 誕生日 : 4月11日。 星座 : おひつじ座。 血液型 : A型。
秋霖学園初等部5年生。父は有名レストラン「HANABUSA」総支配人。物静かだが毒舌家で、兄の央を絶対視する言動を取ることが多い。央を持ち上げるようで一番酷いことを言う事も多々あるが、自覚してか無自覚かは不明。家族が一番大事と明言しており、基本的にそれ以外を切り捨てるような言動のため周囲とのトラブルは多め。合気道を嗜んでおり、腕前はかなりのもの。
西園寺 寅之助（さいおんじ とらのすけ）
声 - 杉山紀彰、演 - 柴入拓矢（rin-g-age） / 早川航太（Watch Over）
年齢 : 12歳。 身長 : 145cm。体重 : 36kg。 誕生日 : 8月22日。 星座 : しし座。 血液型 : A型。
秋霖学園初等部6年生で、左目に眼帯をしている。かなりの喧嘩好き。父親との関係が悪く、祖父の家で暮らしている。弟が二人おり、言動や行動は乱暴だが面倒見が良いため終夜の危なっかしい行動を放っておけず、つい面倒を見てしまっては舌打ちしている。神賀の課題からは逃げ回っており、メンバーと一緒に課題をこなすことはほぼない。
時田 終夜（ときた しゅうや）
声 - 石田彰、演 - 悠斗（A live Moment初演からrin-g-ageまで）
年齢 : 11歳。 身長 : 154cm。体重 : 40kg。 誕生日 : 10月11日。 星座 : てんびん座。 血液型 : B型。
秋霖学園初等部5年生であるキッズモデル。古臭い独特の喋り方が特徴的なため、央からのあだ名は「殿」。知識量がズバ抜けているが記憶力はザル。天然な言動と行動で周囲を振り回すが、心根は非常に優しい。ホラーが大の苦手で、運動能力は底辺。
英 央（はなぶさ なかば）
声 - 須藤翔、演 - 希乃瑠星（rin-g-age以降）
年齢 : 12歳。 身長 : 150cm。体重 : 40kg。 誕生日 : 8月6日。 星座 : しし座。 血液型AB型。
秋霖学園初等部6年生で、円の兄。基本的にテンション高めの明るいムードメーカーだが空回りすることが多い。弟の円を大切に思っており、自分を持ち上げるあまり周囲との溝を作ってしまう彼のことが心配。しかし否定はしたくないため、兄としての行動とは何が正しいのかと円には見せないところで少し悩んでいる。将来の夢はパティシエで、趣味は料理。美味しいもので皆を笑顔にするのが大好き。
神賀 旭（かが あきら）
声 - 浪川大輔、演 - 猪野広樹（A live Moment初演からrin-g-ageまで） / 松本祐一（Re-verse-mind） / 石賀和輝（Watch Over）
年齢 : 22歳。 身長 : 175cm。 体重 : 66kg。
秋霖学園に赴任したばかりの新人教師で、撫子のクラスの担任。撫子達に課題を与えた人物。物腰が柔らかく誰に対しても分け隔てなく接し、茶目っ気もあるので教師、生徒共に人気が高い。優しいが押しは強いうえ抜け目もないので、大抵の教師には強く出る寅之助も神賀のことは苦手にしている節がある。腰元に高性能AI搭載のカエルのキーホルダーをつけており、それとペアだったウサギのキーホルダーを撫子にくれた。事故で眠ったままの想い人をずっと待っているらしい。不思議な言動が多いが生徒を大切にしており、課題を通して今の大切さを説き、メンバーを導く。

### 夢の世界の人々
放浪者
声 - 前野智昭、演 - 日和佑貴（A live Moment初演からrin-g-ageまで） / 瀬戸啓太（Re-verse-mind） / 葵洋輔（Watch Over）
年齢 : 22歳。 身長 : 176cm。 体重 : 61kg。
物憂げな青年で、撫子とはのちに現実世界でも会う。
ビショップ
年齢 : 21歳。 身長 : 180cm。 体重 : 69kg。
声 - 鳥海浩輔、演 - 吉田隆佑（A live Moment初演） / 野田一馬（A live Moment再演） / 北村健人（rin-g-age以降）
白い毛皮のコートを身にまとった青年。
ルーク
声 - 松本さち、演 - 櫻井圭登（A live Moment初演からRe-verse-mindまで） / 平野隆士（Watch Over）
年齢 : 25歳。 身長 : 162cm。 体重 : 51kg 誕生日 : 6月11日。 星座 : ふたご座。 血液型 : B型。
研究員を名乗る白衣の人物。適当そうな喋り方をする。
反逆者
声 - 杉山紀彰、演 - 横浜流星（A live Moment初演） / 松下雄一郎（A live Moment再演） / 大島崚（rin-g-age以降）
年齢 : 22歳。 身長 : 172cm。 体重 : 70kg。
夢の世界で撫子にナイフを突きつけた人物。撫子と現実世界で会った時は、若を名乗る。
哲学者
声 - 石田彰、演 - 植田慎一郎（A live Moment初演からrin-g-ageまで） / 悠斗（Re-verse-mind以降）
年齢 : 24歳。 身長 : 168cm。 体重 : 56kg。
焼け野原で本を読む人物。
情報屋
声 - 須藤翔、演 - 花沢将人（A live Moment初演からrin-g-ageまで）/ 村上耕平（Re-verse-mind以降）
年齢 : 22歳。 身長 : 174cm。 体重 : 60kg。
ジャーナリストを名乗る青年。明るい性格だが、つかみどころがない。
長
声 - 藤井啓輔、演 - 横山真史（A live Moment初演から再演まで） / 黒藤結軌（rin-g-age以降）
楓
声 - 幸地真作、演 - 鷲尾修斗
零
声 - 飯田奈保美

## 主題歌
オープニングテーマ「階差の螺旋」
作詞 - 紺野比奈子 / 作曲・編曲 - 松本慎一郎 / 歌 - love solfege（feat.真理絵）
挿入歌「そしてまた、ここから」
作詞・作曲・編曲 - MANYO / 歌 - arcane(歌:Annabel)
挿入歌「巡り逢う双曲線」（CLOCK ZERO 〜終焉の一秒〜 ExTime）
作詞 - 紺野比奈子 / 作曲・編曲 - 松本慎一郎 / 歌 - love solfege（feat.真理絵）
エンディングテーマ「流れる空に」
作詞・作曲・編曲 - MANYO / 歌 - arcane(歌:Annabel)

## 関連商品

### 書籍
- 小説 CLOCK ZERO ～終焉の一秒～ 黄昏に咲く花

著：黒田サチ、イラスト：Meij、一二三書房より2012年11月22日発売
- CLOCK ZERO ～終焉の一秒～ 公式ビジュアルファンブック

エンターブレインより2011年2月25日発売
- オトメイト応援CD CLOCK ZERO ～終焉の一秒～ 海棠鷹斗

一二三書房より2014年8月22日発売
- CLOCK ZERO ～終焉の一秒～ HISTORIA

KADOKAWA/エンターブレインより2015年3月28日発売
- CLOCK ZERO 〜終焉の一秒〜 ExTime　公式アートブック

一二三書房より2015年6月26日発売

### CD
- CLOCK ZERO ～終焉の一秒～ オリジナルサウンドトラック

ソニー・ミュージックディストリビューションより2010年12月15日発売
- CLOCK ZERO ～終焉の一秒～ ドラマCD 正義の秘密戦隊ヘルズエンジェル第613話「黄昏の決戦」

ソニー・ミュージックディストリビューションより2011年5月18日発売
- CLOCK ZERO ～終焉の一秒～ ドラマCD『それから』の記憶～ぼくらの中学生日記～

ソニー・ミュージックディストリビューションより2011年10月26日発売
- CLOCK ZERO ～終焉の一秒～ SONG COLLECTION 「Beautiful World」

ソニー・ミュージックディストリビューションより2012年4月4日発売
- CLOCK ZERO ～終焉の一秒～ ドラマCD 正義の秘密戦隊ヘルズエンジェル2 第1224話「クリスマス大作戦」

ティームエンタテインメントより2014年2月24日発売
- CLOCK ZERO ～終焉の一秒～ ドラマCD Nobody knows the world ～誰も知らない世界～

ティームエンタテインメントより2014年9月10日発売
- CLOCK ZERO ～終焉の一秒～ Grace note Vol.1

ティームエンタテインメントより2015年7月1日発売
- CLOCK ZERO ～終焉の一秒～ Grace note Vol.2

ティームエンタテインメントより2015年8月5日発売
- CLOCK ZERO ～終焉の一秒～ Grace note Vol.3

ティームエンタテインメントより2015年9月2日発売

### ソーシャルゲーム
- セフィロト〜時の世界樹〜

ソーシャルゲームであるこの作品に本作品がキャラクターカードが参戦している。

## 舞台

### CLOCK ZERO ～終焉の一秒～ A live Moment
2013年9月27日～10月6日にかけて上演され、2014年3月12日～3月17日に再演された。
公演の模様がメディア化され、DVDが2014年1月29日に初演が、2014年9月17日に再演が、映劇から発売された。
初演時はキングルートの現代エンドと未来エンドがそれぞれ別の公演として行われた。
再演の際は有心会ルートと政府ルートで公演が分かれている。

### CLOCK ZERO ～終焉の一秒～ rin-g-age
2014年11月22日～30日にかけて上演された。
公演の模様がメディア化され、DVDが2015年7月8日に映劇から発売された。
放浪者ルートの現代エンド、未来エンドがそれぞれ公演された。

### CLOCK ZERO ～終焉の一秒～ Re-verse-mind
2015年7月25日～8月2日にかけて上演された。
公演の模様がメディア化され、DVDが2016年1月13日に映劇から発売された。
キングルートとビショップルートで公演が分かれている。

### CLOCK ZERO ～終焉の一秒～ Watch Over
2016年3月16日～22日にかけて上演予定。
公演の模様がメディア化され、DVDが2016年11月30日に映劇から発売された。
ビショップルートと反逆者ルートで公演が分かれている。